# フェルナンド・ソル
フェルナンド・ソル（スペイン語:Fernando Sor, カタルーニャ語:Ferran Sor i Muntadesファラン・ソル・イ・ムンタデース,  1778年2月13日?（洗礼日は2月14日） - 1839年7月10日)は、スペイン・バルセロナ生まれの作曲家・ギター奏者。スペインでは「ギターのベートーヴェン」とも呼ばれる。ソルは、ギターの音楽レベルを可能な限り高め、ギターを世に広める努力をしたギターの第1期黄金期に活躍した一人である。また、過去200年において、コンサート楽器としてのギターのための曲を最も書いた作曲家の一人である。

## 略歴
ソルはバルセロナのかなり裕福な家庭に生まれた。代々軍人の家系でもあり、彼自身も軍人になることを期待されていた。しかし、父にイタリアのオペラに連れていかれて音楽に魅せられ、同時に父からはギターも教えられる。当時ギターは主に居酒屋などで演奏されていた楽器に過ぎず、管弦楽用の楽器に比べると地位の低いものとされていた。
モンセラート修道院、そしてバルセロナで音楽を学ぶが、父親の死後、母親がそれ以上ソルを経済的に支え行くことができなくなったため、断念。修道院に戻り、そこでギターのための初作品を仕上げる。1797年、バルセロナで彼の初オペラ作品『カリプソ島のテレマコ Telémaco en la isla de Calipso』を上演。
1808年、ナポレオン・ボナパルトのスペイン侵攻を機に、愛国的歌詞をつけたギターのための民族的作品を数多く作るようになるが、スペイン軍が敗北すると、ホセ・ボナパルトの君主制のもとで政府の管理職ポストに就いた。1813年のフランス人追放によって、ソルを含め多くの親フランスと見なされた芸術家や貴族が報復を恐れて祖国を離れ、フランス・パリへ亡命。その後2度と祖国に戻ってくることはなかった。
パリではスペイン人ギタリストで作曲家でもあるディオニシオ・アグアドなど、多くの音楽家と親交を結び、共同で音楽活動をすることが多かった。ギターのための二重奏曲『二人の友 Les Deux Amis』は、彼がアグアドと演奏するために作曲した作品である。その後パリの芸術家たちの間でも彼の音楽家としての能力は認められるようになり、さらにヨーロッパ中を演奏旅行して周り、新たな名声を獲得した。イギリスに滞在した1815年頃には、オペラとバレエの作曲家としてかなり知られるようになり、1823年にはロシアを訪れ、そこでツァー・ニコライ1世の戴冠式のためにバレエ曲『エルキューレとオンファリア Hércules y Onfalia』を作曲し上演し、成功を収める。1827年にはもうすでに若くないこともあり、余生をパリで送ることに決め、以降は創作と著述に専念。この時期に、後年傑作とされる彼の多くの作品や、各国語に翻訳された『ギターの方法 Método para guitarra』(1830年)等の教則本が作られた。
ソルの最後の作品は1837年に死去した娘のミサのために書かれた。娘の死はすでに病を患っていた彼に大きな打撃を与え、1839年にパリで亡くなった。同地のモンマルトル墓地に埋葬されている。

## 作風
ソルの作風は古典派の様式を忠実に受け継ぐものであるが、後年の批評家にはロマン派と見なされる場合が多い。彼は序奏部に短調を好んで用いたが、代表作『モーツァルトの「魔笛」の主題による変奏曲 Variaciones sobre un tema de Mozart』でも、ホ短調による序奏から、ホ長調の主題へと転調していく構成が採られ、『グラン・ソロ Gran solo』においても、ニ短調の序奏に始まり、それからニ長調の主題へと移っていく。
他の特徴としては、不協和音を大胆に取り入れ、それが作品に独特の効果を与えている点である(ただし、ここでいう「不協和音」とはモーツァルトなど特に古典派の作曲家が好んで使用した低音の保続音を用いてのことなので、古典派としては常例である)。
彼の作風には、もちろんハイドンやモーツァルトの大きな影響を伺うことが出来るが、他の同時代の作曲家とは異なったスタイルの作曲家として、言及される必要があるだろう。
作品は定期的に復刻されている。山下和仁による録音全集が著名だが、現在は完成に20年以上を要したNAXOSによって複数人に分担させた録音全集が、容易に入手できる。

## その他
ソルの楽譜は、国内においては原譜をそのままで出版されているものが多く、フレットをおさえる指番号が記されていないケースが多い。このため、演奏者が自らフレットのおさえかたを考えながら演奏しなければならず、初中級クラスの曲であっても、この点でとっつきにくく、無用に難易度が上がっている。
古典期以前の古い時代の楽譜では、よく見られるパターンであるし、ロマン期以降のフランシスコ・タレガやアグスティン・バリオスらの楽譜では指番号指示がなされているのと対照的である。一方で、同じく古典期に当たるジュリアーニに比べてもソルの楽譜は指番号非表示の楽譜が多く、ギター歴が浅い層からすると難易度が高い。

## 作品
- オペラ
  - 『カリプソ島のテレマコ』 Telémaco en la isla de Calipso (1797)
  - Don Trastullo

- バレエ
  - La feria de Esmirna (1821)
  - El senor generoso' (1821)
  - Cendrillon (1822)
  - El amante pintor (1823)
  - 『エルキューレとオンファリア』 Hércules y Onfalia (1826)
  - El siciliano (1827)
  - Hassan y el califa (1828)

- 声楽曲
  - 25 Boleros o seguidillas
  - 33 Arias

- オーケストラ曲
  - 2 Sinfonias
  - Concierto para violin

- 室内楽
  - 3 Cuartetos de cuerda
  - Trios de cuerda con guitarra

- ギター奏曲
  - 30 Divertimentos Op. 1, 2, 8, 13, 23
  - Variaciones Op. 3, 9, 11, 15, 16, 20
  - 5 Fantasias Op. 4, 7, 10, 12, 21
  - 6 Piezas breves Op. 5
  - 12 Estudios Op. 6
  - 12 Minuetos Op. 11
  - 『グラン・ソロ』 Gran solo Op. 14
  - 2 Sonatas Op. 15, 22
  - 12 Valses Op. 17
  - 『モーツァルトの「魔笛」の主題による変奏曲』 Variaciones sobre un tema de Mozart Op. 9
  - 8 piezas breves Op. 24
  - Sonata Op. 25
  - Variaciones Op. 26, 27, 28
  - 12 Estudios Op. 29
  - 6 Fantasias Op. 30, 46, 52, 56, 58, 59, 97
  - Estudios Op. 31, 35, 44, 60
  - 24 Piezas breves Op. 32, 42, 45, 47
  - 6 Piezas de salon Op. 33, 36
  - 12 Valses Op. 51, 57
  - Variaciones Op. 40
  - Serenata Op. 37
  - 6 Bagatelas Op. 43
  - 6 Piezas Op. 48
  - Capricho Op. 50
  - Duetos Op. 34, 38, 39, 41, 44, 45, 46, 47, 48, 49, 53, 54, 55, 61, 62, 63.